# Комунална милиција (Србија)
Комунална милиција (општинска милиција, градска милиција) је орган општинске или градске самоуправе у Републици Србији који се успоставља у складу са Законом о комуналној милицији. Раније позната и као комунална полиција, њен задатак је старање о одржавању општинског реда. Послови комуналне милиције су ужи, али некада повезани са пословима безбедности које обавља „редовна” или „обична” полиција. У највећем броју случајева, комунална полиција се брине о општинском реду, непрописном паркирању, издавању дозвола, заштите и надгледања животиња или одржавању јавног простора. Ове надлежности нису једнозначне, већ зависе од конкретних општинских проблема насељених места. Као синоними за комуналну милицију, у другим државама користе се изрази попут: градска или општинска, локална, комунална, па и урбана полиција, градски стражари, комунални редари, локални управници.
Свака општина у Републици Србији има право успостављања своје комуналне милиције. Радно време је двадесет четири часа дневно, укључујући и викенде, нерадне дане и државне празнике. Комунални милиционари своју делатност могу вршити у радном оделу, као и без радног одела. Изглед радног одела, ознака и службене легитимације комуналне милиције одређује надлежна општинска самоуправа. Као и полицајци, сматрају се „службеним лицима“ са одговарајућом кривично правном заштитом. Од средстава принуде имају службене палице, распршиваче са надражујућим дејством и средства за везивање, док имају и право употребе физичке силе.

## Историјат настанка комуналне милиције у Републици Србији
Влада Републике Србије усвојила је Предлог закона о комуналној полицији у мају 2009. године, а два месеца касније Закон је ступио на снагу. Предлог закона о комуналној полицији поднет је уз образложење да ће увођење комуналне полиције допринети бољем решавању општинских проблема попут буке из кафића, непрописног шетања паса, несавесног понашања у саобраћају, нарушавања чистоће јавних површина, те да ће на тај начин растеретити редовну или обичну полицију, која нема довољно капацитета да се бави редом у заједници, У јануару 2016. године Влада РС припремила је Предлог измена и допуна закона о комуналној полицији, који је предвидео шира овлашћења и промену имена. Тадашњи градоначелник Београда Синиша Мали истакао је да нове измене теже ка томе да грађани буду сигурнији, а град уређенији. Негативно мишљење о предлогу закона које је изнео Заштитник грађана, као и онлајн петиција о укидању комуналне полиције, коју је потписало преко 17000 људи, извршило је притисак на посланике Народне скупштине да одбију овај предлог.
Министарство државне управе и локалне самоуправе је у фебруару 2019. године предложило „Нацрт закона о комуналној милицији“. Решења су скоро била идентична као и пре три године током неуспешног покушаја промене „Закона о комуналној полицији“, али и са истим образложењем да комунална полиција треба да постоји и у општинама. Нови Закон о комуналној милицији ступио је на снагу 16. јула 2019.

## Област рада
Комунална милиција се бави следећим проблемима:
- Заштита животне средине, културних добара, локалних путева, улица и других јавних објеката од значаја за град;
- Јавна чистоћа;
- Превоз и одлагање општинског и другог отпада;
- Одвођење атмосферских и отпадних вода;
- Снабдевање водом;
- Јавни линијски превоз у друмском саобраћају у области града;
- Такси превоз;
- Одржавање пијаца, паркова, зелених и других површина;
- Саобраћајне ознаке и сигнализација;
- Противпожарна заштита;
- Привремени пословни објекти;
- Паркирање;
- Превоз путника у градском и приградском саобраћају;
- Претерана бука у густо насељеним градским четвртима;
- Прекорачење радног времена у угоститељским објектима;
- Препродаја на улицама и споредним путевима;
- Надзирање примене закона којим се уређују знамења Републике Србије, осим у односу на државне органе, органе територијалне аутономије, јединица локалне самоуправе и имаоце јавних овлашћења.

## Овлашћења и рад комуналне милиције
Законом о комуналној милицији из 2019 промењен је назив службе, укинуто је ограничење о дозвољеном броју запослених и уведена је могућност да, поред градова што је био случај раније, све општине могу да успоставе ову службу. Нови закон је тако омогућио увећање броја комуналних полицајаца који ће убудуће моћи да раде у свим општинама Србије. Повећана су и овлашћења комуналног милиционара. Комунални милиционари своју делатност могу вршити у радном оделу, као и без радног одела. Изглед радног одела, ознаке и службене легитимације комуналне милиције одређује надлежна општинска односно градска самоуправа. Као и полицајци, сматрају се службеним лицима са одговарајућом кривично правном заштитом. У обављању послова комуналне милиције, комунални милиционар има следећа овлашћења:
- упозорење;
- усмено наређење;
- провера идентитета;
- довођење;
- заустављање и преглед лица, предмета и возила;
- привремено одузимање предмета;
- аудио и видео снимање;
- употреба средстава принуде;
- прикупљање обавештења;
- друга овлашћења у складу са законом[1]

Комунална милиција формирана је у 21 од 29 градова у Србији. Постоји у Београду, Чачку, Крагујевцу, Краљеву, Крушевцу, Лесковцу, Лозници, Нишу, Новом Саду, Панчеву, Пожаревцу, Шапцу, Смедереву, Сомбору, Сремској Митровици, Суботици, Ужицу, Ваљеву, Врању, Зајечару и Зрењанину.

## Комуникација са грађанима
Комунална милиција је орган општинске и градске самоуправе који има за циљ да оствари уску сарадњу са грађанима ради обављања својих задатака, прикупљање сазнања о градским проблемима и ометању градског реда.
Грађани све пријаве, поднеске и обавештења комуналној милицији могу упућивати:
- Телефонским позивом командно-оперативног центра који је доступан од 00 до 24 часа дневно
- Писаним путем
- Електронским путем

Без обзира на начин добијене информације, комунална милиција има дужност да делује и да о предузетим мерама из своје надлежности обавести грађанина, уколико је грађанин оставио своје податке (сваки грађанин се може позвати на анонимност приликом вршења пријаве или давања обавештења комуналној милицији путем телефона, писаним или електронским путем).
Притужба на рад комуналне милиције се упућује Одељењу унутрашње контроле или старешини комуналног милиционара на чији се рад притужује.

## Спорна питања
Закон о комуналној милицији увео је одређене новине:
1. Промењен назив службе
2. Укинуто је ограничење о највећем дозвољеном броју запослених
3. Уведена је могућност да општине формирају ову службе

Такође су и повећана и овлашћења комуналног милицајца тако да је он овлашћен да :
- зауставља и прегледа возило;
- врши аудио снимање;
- зове грађане на обавештајни разговор;
- користи бибер спреј, службене палице и средства за везивање.[4]

Грађани имају право да се жале на рад комуналног милиционера уколико сматрају да је прекомерно употребио силу, непрофесионално поступио или на други начин повредио права грађана, јавност је међутим искључена из притужбеног и дисциплинског поступка против комуналних милицајаца. У периоду између 2013-2015. године комунални милицајци су 113 пута применили силу. Грађани су током овог периода поднели притужбе против 158 припадника комуналне милиције, док је на основу ових притужби покренуто 37 дисциплинских поступака, док су четири припадника удаљена са посла. Грађани Краљева упоредно су се највише жалили на рад комуналне милиције, док је највише комуналних милицајаца удаљено са посла у Нишу.
Велики проблем постојања и рада система комуналне милиције лежи у томе да не постоји јасно видљива разлика у овлашћењима које поседује комунална милиција, односно да се не може направити јасна и уочљива разлика са органима полиције. Стручњаци попут Саше Ђорђевића из Београдског центра за безбедносну политику истиче, да проблем може настати због чињенице што комунална милиција поседује одређена полицијска овлашћења, укључујући и могућност да употреби нека од средстава принуде, иако суштински не би требало да обавља полицијске послове. Ђорђевић такође истиче да "Сви послови комуналне полиције би требало да се решавају разговором и посредовањем, а не силом, која веома често може да буде и контрапродуктивна. У обуци комуналних полицајаца за одбрамбене вештине предвиђено је 70 часова, а за вештине разговора 45 часова. Сила је само последње решење, када су сва остала законска овлашћења искоришћена."
Група грађана „Не давимо Београд“ јасно је осудила противзаконито поступање комуналних милицајаца у једном случају где је над човеком примењена физичка сила и где му је одузето 150.000 динара. Након што је снимак овог догађаја објављен на мрежи, челници комуналне милиције су се огласили и осудили поступање својих припадника, наводећи такође да су против комуналног милиционера и милицајке покренути дисциплински поступци.